# Багатурьянц, Евгения Романовна
Евгения Романовна (Вайтануш Аракеловна) Багатурьянц (арм Վայթանուշ Բագաթուրյանց; 1889, Нахичевань-на-Дону, область Войска Донского — 1960) — большевичка с дореволюционным стажем, председатель Симферопольского ревкома в 1919 году. Участница Гражданской войны и подполья в Крыму, активный деятель Крымской ССР.

## Биография
Родилась в 1889 году в семье армян. Родители жили в Симферополе с 1870-х годов, но сама Евгения родилась в Нахичеване-на-Дону во время пребывания её матери Евгении Давыдовны (Азиз Давтян) Багатурьянц у родственников. Отец Аракел Бабаевич Багатурьянц (Багхтрян) — статский, советник, инспектор Симферопольской татарской учительской школы. Аракел Багатурьянц был известен как автор учебника по армянскому языку.
Евгения два года посещала армянскую школу, но при этом в дальнейшем указывала родным языком русский. В 1897 году начала учиться в Симферопольской казённой женской гимназии и закончила ей спустя восемь лет. В старших классах вместе с подругой Александрой Артемьевной (Шушаник Арутюновной) Гамаловой организовала кружок по изучению политэкономии. Окончив гимназию, начала преподавать математику в частной женской гимназии В. А. Станишевской, где также работали её сёстры Варвара и Елизавета.
Летом 1907 года в 17 лет вместе с Гамаловой переехала в Петербург, где поступила на химическое отделение Высших женских политехнических курсов. Несмотря на то, что учёба предполагала семь учебных лет, Багатурьянц закончила обучение лишь в 1917 году. Живя в Санкт-Петербурге, вышла замуж и родила двух дочерей. В 1909 году стала членом РСДРП (большевиков) и получила подпольную кличку «Лаура». По словам её дочери Киры Георгиевны, в это время она с Гамаловой содержала конспиративную квартиру. Сама Евгения Багатурьянц писала в анкете следующее: «С 1909 по 1917 год в Петербурге занималась с рабочими, участвовала во всех демонстрациях и выступлениях…, была арестована в Петербурге в 1913 г.». Кроме того, около года жила в Вене и Маране.
В 1917 году она сдала экзамены, но из-за начала Февральской революции не сумела защитить дипломную работу. 26 октября 1917 года во время Октябрьской революции пришла в Смольный к В. Володарскому и была направлена в военно-следственную комиссию. Багатурьянц так описывала партийную работу этого периода: «С 1917 по 1918 год в Петербурге в выборах в большевистскую Городскую Думу, в санитарном отряде при наступлении Колчака».
В феврале 1918 года по распоряжению партии отправилась в Крым и прибыла на полуостров за несколько дней до прихода австро-германских войск. В Симферополе была членом подпольного комитета партии и членом подпольного ревкома. В марте 1919 стала председателем Военно-революционного комитета Симферополя, кроме того занимала должности заведующего культотделом Рабпроса и заместителя наркома в Наркомпросе. 29 апреля 1919 года распорядилась демонтировать памятник Екатерине II. Как глава городского ревкома выступала против масштабных репрессий.
Противник красных, князь В. А Оболенский, которые пережил красный террор в Крыму 1917 - начала 1918 года, про её деятельность во второй приход большевиков в 1919 году писал: "Во главе областного симферопольского Ревкома оказалась убежденная большевичка, но добрая и хорошая женщина, «товарищ Лаура» (учительница местной гимназии по фамилии Багатурьянц), решительно противившаяся всякому пролитию крови".
После отступления большевиков в июне 1919 года вместе с Павлом Новицким отправилась в Севастополь с целью отдать Ивану Назукину оставшиеся деньги Наркомпроса. Около месяца они снимали квартиру, пока в конце июля 1919 года их не арестовали белогвардейцы. Багатурьянц сидела в общей камере женской части тюрьмы, где познакомилась с анархисткой Марией Никифоровой. Спустя месяц её предали военно-полевому суду с обвинением в организации репрессий и реквизиций. Во время суда в её защиту выступили представители интеллигенции, в частности писатели Константин Тренёв, Сергей Сергеев-Ценский и Иван Шмелёв, ректор Таврического университета Роман Гельвиг, профессор Алексей Деревицкий. Председатель суда оправдал Багатурьянц, но до утверждения приговора высшей инстанцией оставил меру пресечения прежней. В результате поручительства за неё князя Владимира Оболенского, кадета и земского деятеля, она вышла на свободу и сразу ушла в подполье. Через несколько недель генерал-губернатор Николай Шиллинг не принял приговор и приказал пересмотреть дело Багатурьянц. Из подполья она вышла с приходом Красной армии после разгрома армии Врангеля.
Во время Красного террора в Крыму в ноябре 1920 года в том числе и её показания помогли спасти от расстрела особым отделом 6-й армии бывшего городского голову С. А. Усова.
В ноябре 1920 году становится заведующей школьным отделом и отделом социального воспитания в Крымском наркоме образования. После чего в течение полугода работала в Наркомпросе РСФСР в Москве заведующей театральным отделом Управления социального воспитания. С сентября 1921 по 1925 год работает в Наркомпросе в Симферополе, а с 1923 по 1925 год является завучем Крымрабфака. В это время жила в Симферополе на улице Ленина в доме № 21.

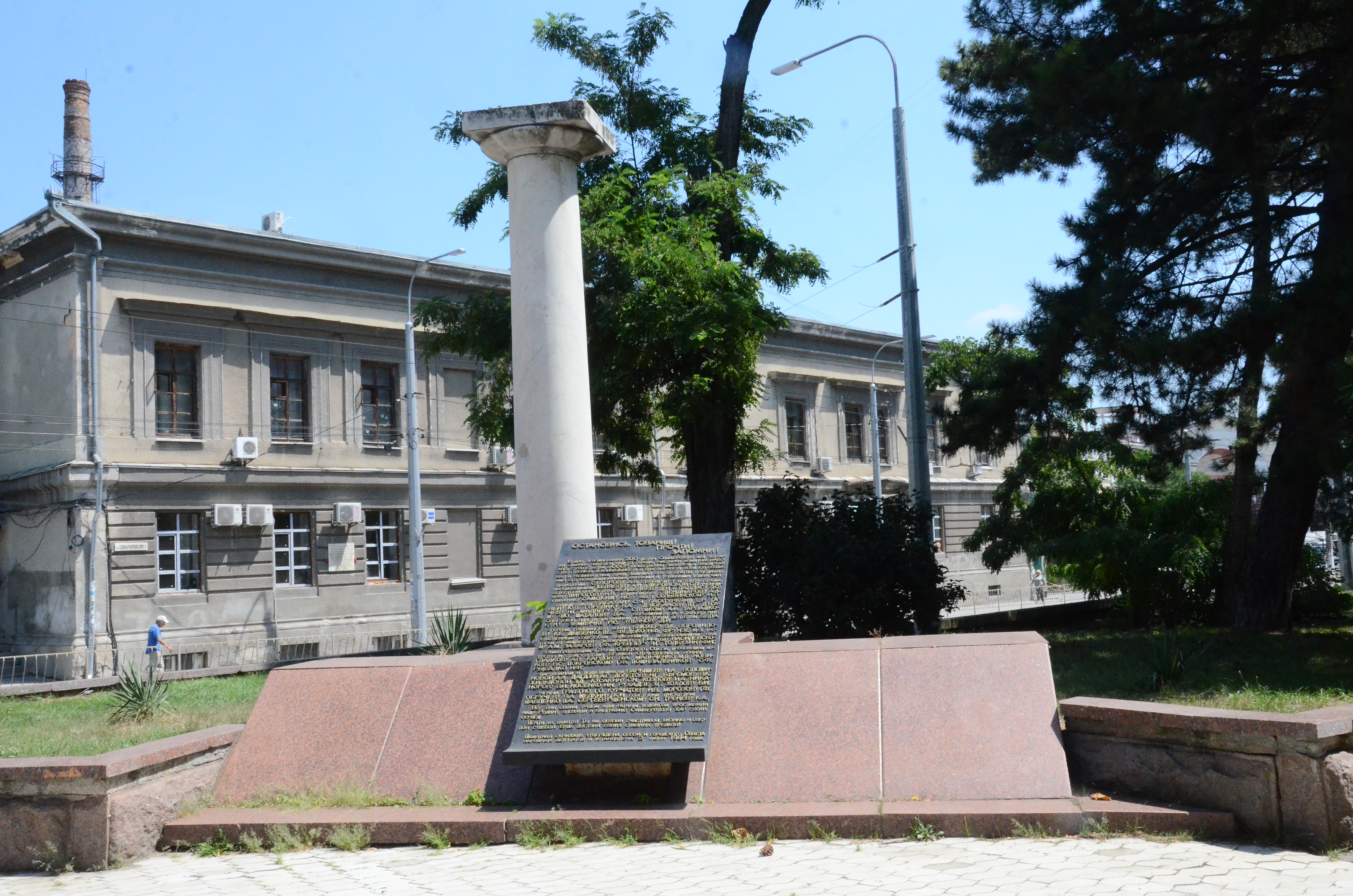
Стела в сквере 200-летия Симферополя, где упомянуто имя Багатурьянц

В 1925 году переезжает в Москву, где с августа трудится заместителем завуча Рабфака им. Покровского при МГУ. В 1927 году там же занимает должность завуча. С 1932 по 1935 года является заместителем директора Большого театра, а с 1935 по 1939 год — заместитель заведующего в Учпедгизе. В 1939 году начала работать заведующей отделом Промышленной академии имени Кагановича. Во время Великой Отечественной войны была в эвакуации вместе с внуками. С 1945 по 1953 года была заведующей курсами при Гидропроекте. 18 апреля 1953 года вышла на пенсию в статусе «пенсионер союзного значения».
Во время 40-летия Октябрьской революции в 1957 году по приглашению Крымского обкома КПСС посетила полуостров.
Скончалась в 1960 году. Имя Багатурьянц упомянуто на памятной скрижали в сквере 200-летия Симферополя.

## Семья
В 1919 году вышла замуж за меньшевика Павла Новицкого.